# Stomiiformes
Los estomiiformes (Stomiiformes) son un orden de peces marinos teleósteos del superorden estenopterigios presentes en aguas tropicales o templadas, la mayoría son peces abisales de las profundidades.
Presentan órganos bioluminiscentes, llamados fotóforos, que les permiten las funciones de relación en la oscuridad absoluta en la que viven y que es característica de los peces de este orden. La luz proveniente de estos peces es prácticamente invisible para sus depredadores. La disposición más común es una o dos filas de fotóforos en la parte inferior del cuerpo a ambos lados, así como en la punta de las barbas que puedan presentar
Algunas especies presentan barbas bajo la boca. Tienen largos dientes tanto en el maxilar como en el premaxilar de la boca, la cual se prolongó más allá del ojo en la mayoría de las especies. Si tienen escamas son cicloides, aunque en muchos se han perdido. Algunos no tienen aleta dorsal, pectorales ni aleta adiposa, mientras que en algunos existe una aleta adiposa ventral, presentando de 4 a 9 radios en la aleta pélvica; tienen entre 5 y 24 hendiduras branquiales.
El color en la mayoría es marrón oscuro o negro, aunque algunos Gonostomatoidei son plateados.

## Sistemática
Existen cuatro familias agrupadas en dos subórdenes:
- Suborden Gonostomatoidei
  - Gonostomatidae — Peces luminosos
  - Sternoptychidae — Peces hacha
- Suborden Phosichthyoidei
  - Phosichthyidae — Peces luciérnaga
  - Stomiidae — Peces demonio

## Imágenes de estomiiformes

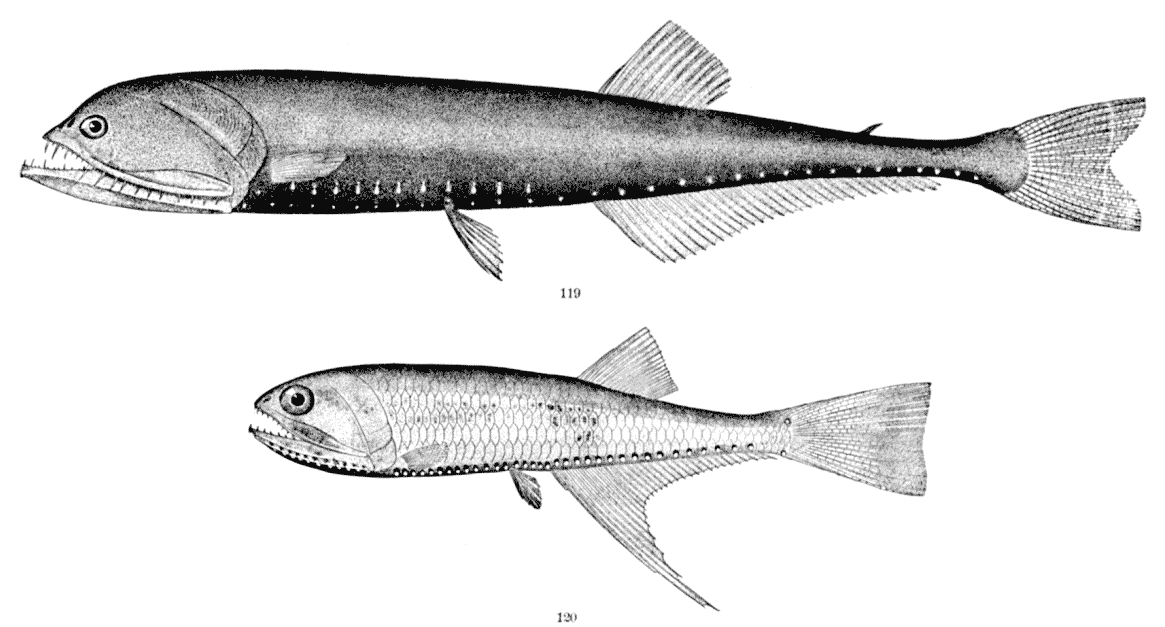
Gonostoma elongatum (arriba) y Bonapartia pedaliota (abajo)
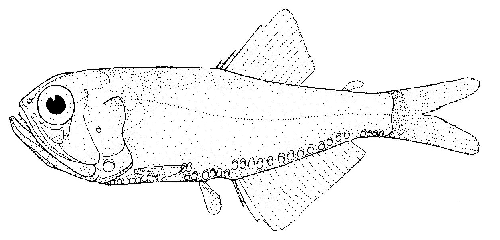
Margrethia obtusirostra
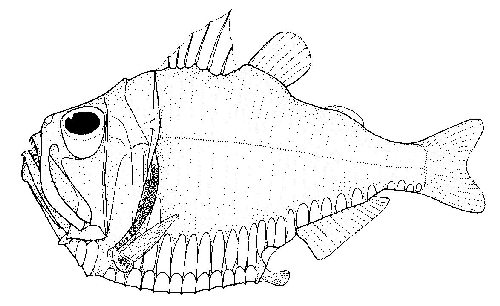
Pez hacha gigante, Argyropelecus gigas
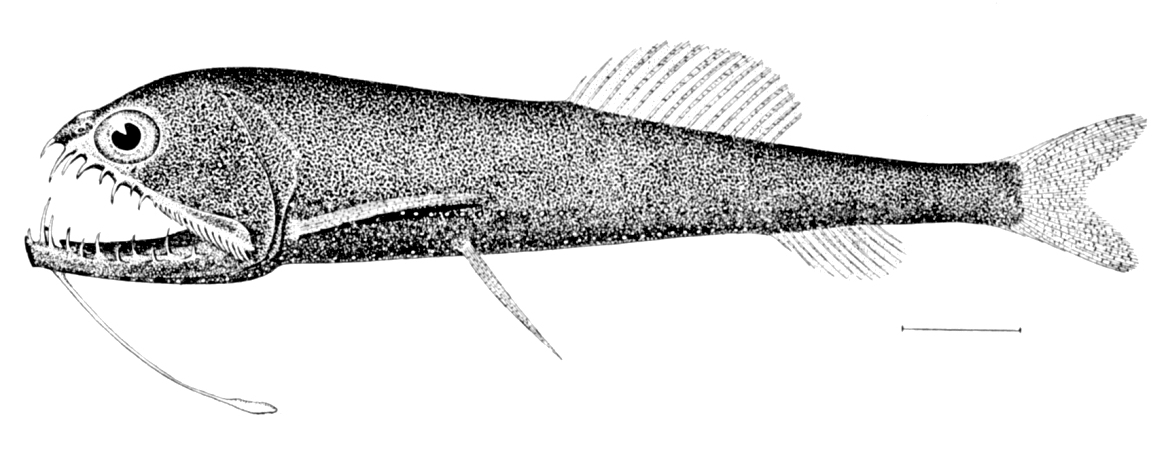
Astronesthes niger
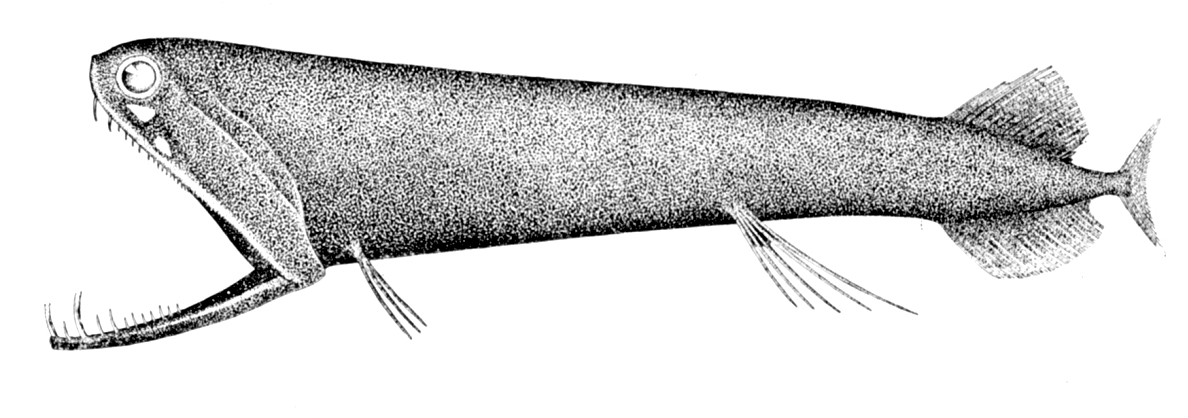
Malacosteus niger
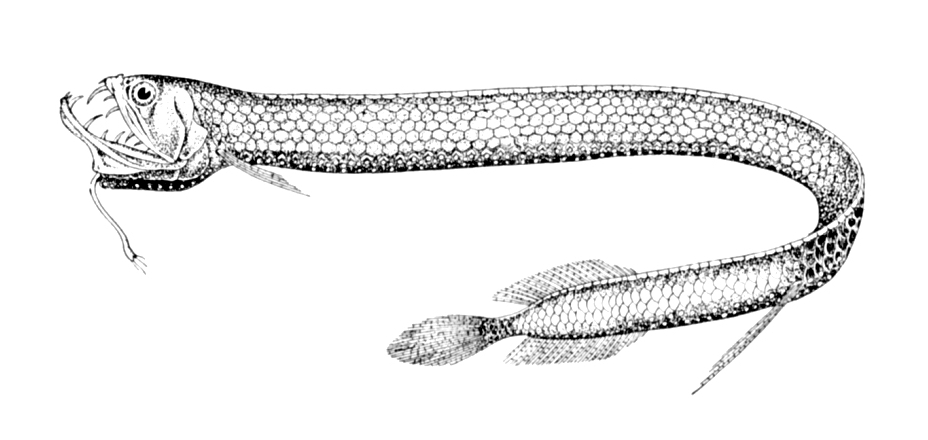
Stomias boa boa
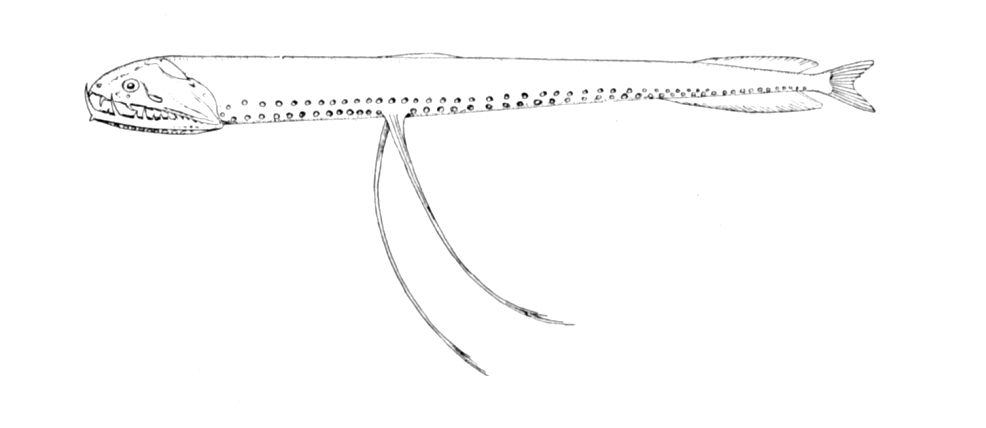
Photostomias guernei